# Agalenocosa kolbei
Agalenocosa kolbei är en spindelart som först beskrevs av Dahl 1908.  Agalenocosa kolbei ingår i släktet Agalenocosa och familjen vargspindlar. Inga underarter finns listade i Catalogue of Life.